# Stålbom
Stålbom, även Ståhlbom, tidigare Stalbom, är en släkt, känd sedan 1500-talet, som härstammar ifrån Mecklenburg i Tyskland. Släkten inkom till Sverige (Stockholm) på 1630-talet från Rostock med Hans L. Stalbom och Asmus Stalbom. De var söner till Hans Asmus Stahlbom, född 1580 i Mecklenburg - Vorpommern, död 1675.
Hans L. Stålbom blev 1649 borgmästare i Kristinestad i Finland, där flera generationer bodde kvar. 

## Kända medlemmar
- Hans L. Stålbom, borgmästare.
- Johan Stålbom, konstnär.
- Johan Stålbom, handsekreterare.